# Hannelore Schröder

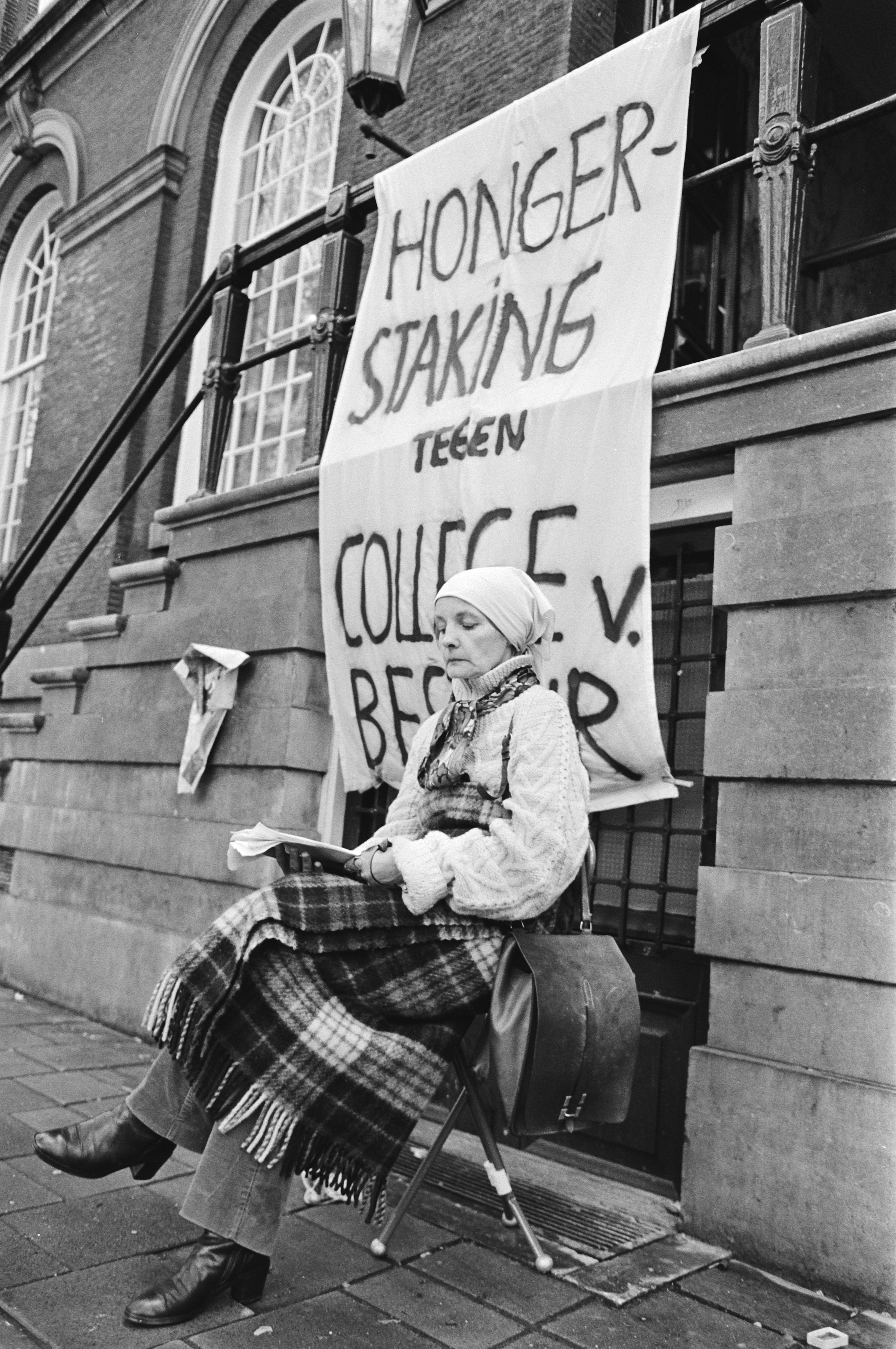
Hannelore Schröder im Hungerstreik 1987

Hannelore Schröder (geboren am 14. Oktober 1935 in Halle (Saale); † 6. Mai 2023 in Leipzig) war eine deutsche Patriarchatsforscherin und feministische Theoretikerin.

## Leben
Hannelore Schröder wuchs als Tochter der ungelernten Arbeiterin Ella Schröder in Halle (Saale) auf. Ihre Mutter war zum Zeitpunkt der Geburt Hannelores von deren Vater getrennt und heiratete später ein zweites Mal. Hannelore hatte zu ihrem Stiefvater ein schlechtes Verhältnis, er beschimpfte sie als dumm, faul, gefräßig und schlug sie. Sie hatte zwei Geschwister.
Mit zehn Jahren bekam das Mädchen auf Betreiben seiner Grundschullehrerin ein kleines Stipendium für die Franckeschen Stiftungen in Halle, wo sie 1954 das Abitur machen konnte. Sie wollte studieren, wurde aber nicht zum Studium zugelassen. Deshalb ging sie 1955 nach Westdeutschland. Dort wurde sie weder als Flüchtling anerkannt noch galt ihr Abitur. Flüchtlinge aus der sowjetischen Besatzungszone galten als mögliche Propagandisten des kommunistischen Regimes und so konnte sie auch im Westen nicht studieren.
Sie verdiente ihren Lebensunterhalt mit Niedriglohnarbeiten, heiratete, bekam ein Kind und ließ sich 1967 scheiden.
Sie holte das Abitur nach und konnte mit 32 Jahren endlich an der Johann Wolfgang Goethe-Universität in Frankfurt am Main das Studium der Politikwissenschaft, Rechtsgeschichte und Pädagogik beginnen. Sie promovierte 1975 mit dem Thema Die Eigentumslosigkeit und Rechtlosigkeit der Frau in der patriarchal-bürgerlichen politischen Theorie, dargestellt am Beispiel von J. G. Fichtes Grundlage des Naturrechts bei den Professoren Iring Fetscher und Walter Euchner.
Sie engagierte sich für die Abschaffung des § 218 StGB (Schwangerschaftsabbruch), war Teil der Selbstbezichtigung von 374 Frauen (Stern 6. Juni 1971), arbeitete im Frauenforum München und im Frauenzentrum Göttingen. Sie war an der ersten Berliner Sommeruniversität für Frauen 1976 beteiligt.

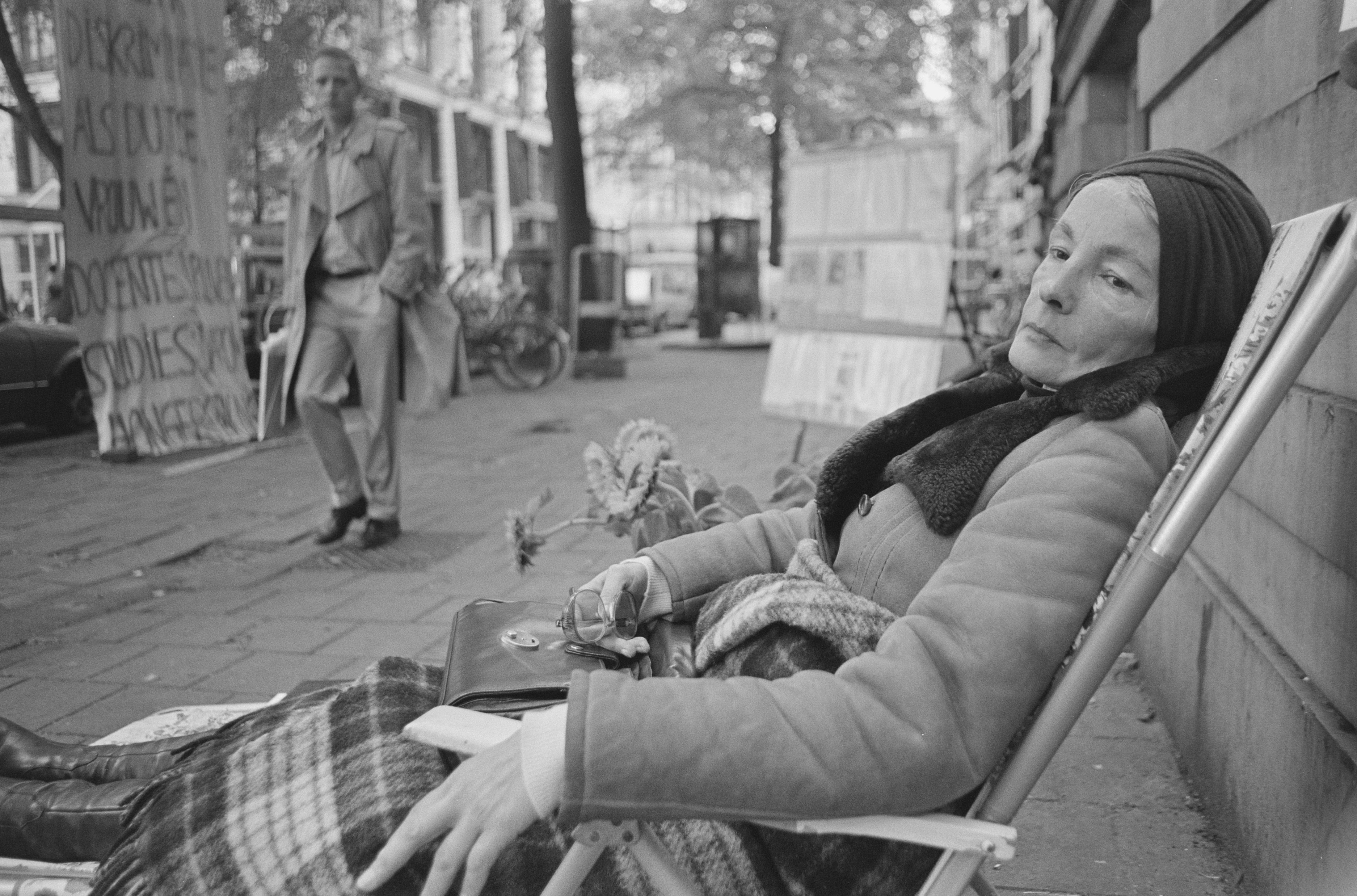
Hannelore Schröder im Hungerstreik, September 1987

Von 1975 bis 1978 fand sie als Feministin in der Bundesrepublik Deutschland keinen universitären Arbeitsplatz, noch einen Verleger für ihre Dissertation. Sie ging in die Niederlande und wurde die erste Dozentin für „Frauenstudien“ in der Sozialphilosophie an der Universiteit van Amsterdam. Sie wurde von Beginn an diskriminiert und nach vier Jahren entlassen. Sie prozessierte gegen die Universität und protestierte mit einem Hungerstreik 17 Tage lang, bis die Universität sie wieder einstellte (aber nur in Teilzeit und mit Kettenverträgen). 1987 trat sie ein zweites Mal in den Hungerstreik, um ihre dauerhafte Anstellung und mehr bezahlte Wochenstunden durchzusetzen. Nach 27 Tagen lenkte die Universität ein.
Hannelore Schröder schilderte die Situation an der Amsterdamer Universität nach dem Hungerstreik und die 12 folgenden Jahre wie folgt:

„Ich beendete den Hungerstreik an einem Mittwoch, am Montag ging ich wieder zur Arbeit. Nun übte ‚mann‘ Rache: Die Rechtsphilosophen, alles Männer, warfen mich aus ihrer Fachgruppe, der Direktor der Fakultät ordnete an, dass an mich kein Büromaterial mehr ausgegeben und mein Arbeitszimmer geräumt wird, während ich auf Archiv-Reise war. Meine Arbeitsmaterialien fand ich in Umzugskisten in einem Abbruchgebäude wieder. Obwohl ich an dieser Fakultät angestellt war, erhielt ich auch keinen Zuschuss für Konferenzreisen, den Ankauf von Literatur, für Photokopien und keinen Computer; für Studierende wurden hunderte angeschafft. Keine andere Fachgruppe wollte mich aufnehmen, ich wurde direkt dem Dekan unterstellt. Ich musste noch mehrmals in andere Arbeitszimmer umziehen; zuletzt in ein kleines, dunkles Zimmer im Spinnhaus, einst Arbeitshaus für widerspenstige Frauen.
Da ich keine Seminare geben durfte, die Frauen- und Männerstudien im ganzen Land mich als Paria behandelten, verbrachte ich die folgenden zwölf Jahre – bis 2000 – in einer Art Einzelhaft. Als ich 2000, nach 22 Jahren in Pension ging, krähte kein Hahn nach mir, keiner und keine, die mir die Hand gab. Selbst Portiers und Lagerarbeiter werden dann verabschiedet, mit Vorzug behandelt. 1985 hatte ich eine Beschwerde (7 Seiten mit 23 Beweisstücken) bei der «Kommission gleiche Behandlung von Männern und Frauen bei der Arbeit im öffentlichen Dienst» im Innenministerium, Den Haag, eingereicht. Ich ersuchte die Kommission, meine Klagen hinsichtlich ungleicher Behandlungen zu untersuchen und zu einer Beurteilung zu kommen. Nach etwa eineinhalb Jahren teilten mir diese Juristeninnen (sic!) mit, dass sie keine ungleiche Behandlung hatten feststellen können!
1989 hatte ich ein Buch über die Menschenrechte von Olympe de Gouges mit der ersten Übersetzung ihrer Erklärung ins Holländische veröffentlicht. Es wurde totgeschwiegen.“

2000 ging Schröder in Pension. Sie lebte in Leipzig, wo sie im Mai 2023 im Alter von 87 Jahren starb.

## Wirken
Um 1970 begann Schröder mit historischer und ideologiekritischer Forschung.
Schröder beschäftigte sich mit feministischer Kritik an der Herrschaft der Väter und „Brüder“ (Patrokratie) und Realutopien der Emanzipation aus der personalen Abhängigkeit, Recht- und Machtlosigkeit. 1973 entdeckte sie die „Erklärung der Rechte der Frau und Bürgerin“ von Olympe de Gouges aus dem Jahre 1791 in der Bibliothèque Nationale wieder und veröffentlichte sie erstmals in der Bundesrepublik Deutschland.
1976 publizierte sie Die Hörigkeit der Frau und andere Schriften zur Frauenemanzipation, worin sie nachwies, dass die berühmte Abhandlung Die Hörigkeit der Frau aus dem Jahre 1869 nicht von John Stuart Mill allein, sondern zusammen mit Harriet und Helen Taylor verfasst wurde.
Sie edierte und kommentierte Dokumente internationalen feministischen Widerstandes von 1789 bis 1918 in Die Frau ist frei geboren.
Schröders Ideologiekritik an der patriarchalen Dogmen- und Realgeschichte, u. a. an den Rechtsphilosophien Fichtes, Kants und Hegels, führten zur Erkenntnis der Privilegierung des männlichen Geschlechts durch Schändung der Menschen- und Bürgerinnenrechte des weiblichen Geschlechts. Sie wollte die Herrschaft der Haus- und Familienväter, der Patrokraten, ihre Techniken, Gesetze, Apologien, Propaganda und nackte physische Gewalt durch Analyse der Geschichte begreifen.

### Mitgliedschaften
Schröder war Mitglied der „Coalition Against Trafficking in Women“ (USA) und war bis 1992 Mitglied der „Internationalen Assoziation von Philosophinnen“ (The International Association of Women Philosophers, IAPh). Sie schrieb in der Zeitschrift „Erwägen Wissen Ethik“ (EWE), früher „Ethik und Sozialwissenschaften“.
Sie bemühte sich um die Gründung der „Olympe de Gouges Stiftung. Menschenrechte für weibliche Menschen“.

## Publikationen (Auswahl)
- Liste von Schröders Publikationen bis 1996. In: Hannelore Schröders Website. Abgerufen am 8. März 2021.
- Feministische Gesellschaftstheorie und Das ‘Recht’ der Väter, In: Pusch, Luise F. (Hg.). Feminismus: Inspektion der Herrenkultur – Ein Handbuch. Frankfurt/Main (= edition suhrkamp 1192) 1983. S. 449–476 und S. 477–506.
- Menschenrechte für weibliche Menschen. Zur Kritik patriarchaler Unvernunft. ein-FACH-verlag, Aachen 2000, ISBN 978-3-928089-23-4.
- Widerspenstige, Rebellinnen, Suffragetten. Feministischer Aufbruch in England und Deutschland. ein-FACH-verlag, Aachen 2001, ISBN 978-3-928089-30-2.